# Florent Amodio
Florent Amodio (Sobral, Brazília, 1990. május 12. –) Európa-bajnok francia műkorcsolyázó.

## Magánélete
Brazíliában, Sobralban született. Egy francia pár csecsemőkorában örökbe fogadta a testvérével együtt. Fremainvilleben nőtt fel. Megtartotta brazil állampolgárságát is.

## Pályafutása

### A kezdeti évek
4 évesen kezdett el korcsolyázni, 15 évig Bernard Glesser volt az edzője. 12 éves korában Osgood-Schlatter-féle betegséget diagnosztizáltak nála, ami térdfájdalmat és ödémát okoz. 18 hónapig képtelen volt korcsolyázni. 2004-ben kezdett ismét versenyezni.

### A felnőttek között
Amodio a 2009-2010-es évadban kezdett a felnőttek között versenyezni, ebben az évben megnyerte a francia bajnokságot. A 2009-es Orosz kupán mutatkozott be a felnőtt Grand Prix-en, ahol 9. lett, a 2009-es Skate American kevesebb, mint egy ponttal maradt le a dobogóról. A vancouveri téli olimpián 12. lett és 15. lett az első felnőtt világbajnokságán.
2010 májusában edzőt váltott, Bernard Glesser helyett Nyikolaj Morozovval edz Oroszországban és Lettországban.
2010-ben nyerte első Grand Prix érmét a felnőttek között, ugyanis harmadik lett. A 2010-es Trophée Eric Bompardot élete legtöbb pontjával megnyerte. 
A 2011-es műkorcsolya- és jégtánc-Európa-bajnokságon első helyezést ért el, ahol Brian Joubert lett a második, 1961 óta ez volt az első alkalom, hogy az Eb-n két francia végzett a dobogó első két fokán.